# Клод Виктор
Клод Викто́р Пере́н (на френски: Claude-Victor Perrin), Първи херцог на Белуно (7 декември 1766 г., Ламарш, Лотарингия – 1 март 1841 г., Париж), е френски маршал (от 1807 г.). По неясна причина е по-известен не с фамилното си име Пере́н, а с името Викто́р.

## Биография
Син на нотариус. На служба постъпва още на 15-годишна възраст (през 1781 г. като барабанчик на Гренобълския артилерийски полк). През октомври става доброволец в 3-ти батальон от департамента Дром.
Прави бърза кариера в Републиканската армия, изкачвайки се от унтерофицер (в началото на 1792 г.) до бригаден генерал (на 20 декември 1793 г.).
Участва в обсадата на Тулон, където се запознава с Наполеон (тогава все още само капитан).
По време на Италианската кампания, завладява Анкона.
През 1797 г. му е дадено званието дивизионен генерал.
В последвалите войни спомага за победите в битките при Монтебело (1800 г.), Маренго, Йена и Фридланд. За последната, Виктор получава маршалски жезъл.
В периода 1800 – 1804 г. е назначен за командващ войските на Батавската република. По-късно е на дипломатическа служба – посланик на Франция в Дания.
През 1808 г., участва в Полуостровната война в Испания и удържа победи при Уклес и Меделин.
През 1812 г. участва в похода в Русия.
В кампаниите през 1814 г. е тежко ранен.
В 1815 гласува ЗА смъртната присъда над маршал Ней. 